# Jean-Louis Crousse
 (août 2023).
- Si vous ne connaissez pas le sujet, laissez ce bandeau (vous pouvez alors contacter les auteurs).
- Si vous supprimez le contenu mis en cause (vous pouvez préalablement contacter les auteurs),

argumentez précisément cette suppression dans la page de discussion
(un manque de référence n'est pas un argument ; une recherche réelle de référence doit avoir été effectuée, être formellement documentée).
 (août 2023).
Si vous disposez d'ouvrages ou d'articles de référence ou si vous connaissez des sites web de qualité traitant du thème abordé ici, merci de compléter l'article en donnant les références utiles à sa vérifiabilité et en les liant à la section « Notes et références ».
Jean-Louis Crousse, né à Bruxelles le 14 février 1932, décédé à Bujumbura le 31 décembre 2008, est un poète belge d'expression française.

## Biographie
Il est l'auteur d'une douzaine de recueils poétiques, publiés en France et en Belgique. Il se réclame de la tradition des troubadours. Son écriture, haletante et claire-obscure, célèbre les charmes fugitifs de l'existence, avec une conscience aiguë et vitaliste de la mort.
Nicolas Crousse, son fils, a célébré la mémoire du poète dans un livre où il rassemble quelques-uns de ses textes majeurs, préfacés par le critique Luc Norin, qui l'installe parmi les frères littéraires de Rainer Maria Rilke et d'Odilon-Jean Périer.
Passionné de poésie et de littérature, Jean-Louis Crousse a consacré de nombreux textes et conférences à des écrivains tels que Katherine Mansfield, Ernest Delève ou Roger Martin du Gard.
L'intégrale de l’œuvre poétique de Jean-Louis Crousse, Dors mon âme, est publiée au printemps 2015.

## Publications
- Mille gris, Éditions Saint-Germain des Prés, 1983
- Que faire d'une lampe, il pleut, le jour se lève, Éditions Saint-Germain des Prés
- Le vif, l'à peine, Chambelland, 1988
- Le voyage léger, Galerie Racine, 1990
- Incertitudes, Art pluriel, 1991
- Sentes et sources, Art pluriel, 1993
- Du plus bas parler, Galerie Racine, 1993
- La nuit diamantine, GRIL, 1996
- Fumée sur papier, Éditions de l'Acanthe, 1996
- Feuillage et silence, Librairie-Galerie Racine
- Long hiver, Les Elytres, 2003
- Dors mon âme, Jacques Flament Editions, 2015. http://www.jacquesflamenteditions.com/184-dors-mon-ame/